# دختری در رودخانه: بهای بخشیدن
دختری در رودخانه: بهای بخشیدن (انگلیسی: A Girl in the River: The Price of Forgiveness) فیلمی مستند به کارگردانی شرمین عبید چنائی است که در سال ۲۰۱۵ میلادی منتشر و در سال ۲۰۱۶ میلادی جایزه اسکار بهترین فیلم مستند کوتاه را از هشتاد و هشتمین دوره جوایز اسکار به‌دست آورد.

## موضوع فیلم
موضوع فیلم دربارهٔ قتل‌های ناموسی در پاکستان است.